# Circo midiático

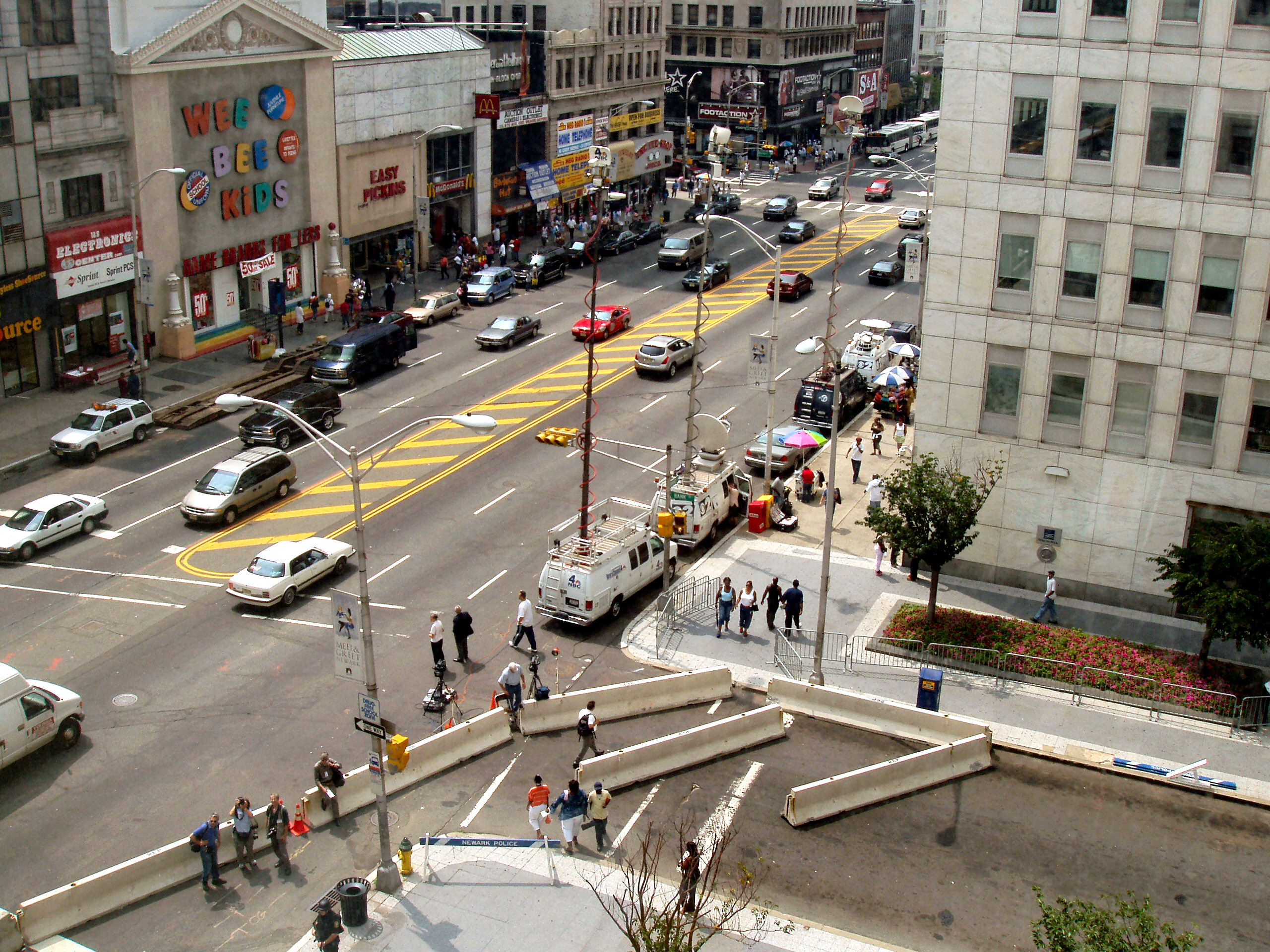
Caminhões de imprensa e fotojornalistas se reuniram em frente à sede da Prudential Financial em Newark, Nova Jersey, em agosto de 2004, após o anúncio de evidências de uma ameaça terrorista a esse lugar e a prédios na cidade de Nova York.

Circo midiático é uma metáfora coloquial ou expressão que descreve um evento noticioso para o qual o nível de cobertura da mídia - medido por fatores como o número de repórteres no local e a quantidade de material transmitido ou publicado - é tido excessivo ou desproporcional ao evento que está sendo coberto. Uma cobertura sensacionalista pode aumentar a percepção de que o evento seja um circo midiático. O termo tem o objetivo de criticar a cobertura do evento, comparando-a ao espetáculo e à pompa de um circo. O uso do termo nesse sentido tornou-se comum na década de 1970.

## História

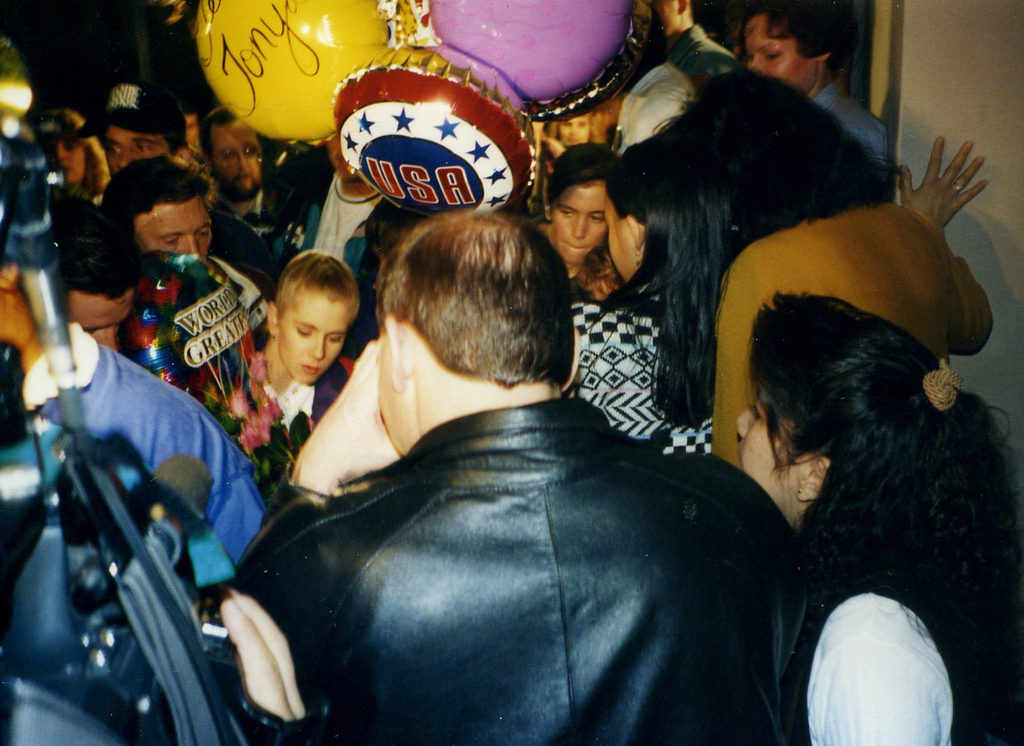
Tonya Harding chegando ao Aeroporto Internacional de Portland após os Jogos Olímpicos de Inverno de 1994.

Embora a ideia seja mais antiga, o termo circo midiático começou a aparecer em meados da década de 1970. Um dos primeiros exemplos vem do livro de 1976 da autora Lynn Haney, no qual ela escreve sobre um romance no qual a tenista Chris Evert esteve envolvida: "O namoro deles, afinal, tinha sido um 'circo midiático'"  Poucos anos depois, o The Washington Post relatou um exemplo de namoro semelhante: "A própria princesa Grace ainda está traumatizada pela memória de seu próprio casamento midiático com o príncipe Rainier em 1956." O termo tornou-se cada vez mais popular com o tempo desde os anos 1970. As razões para criticar a mídia são variadas: na grande maioria delas há um custo de oportunidade significativo quando outras questões de notícias mais importantes recebem menos atenção do público como resultado da cobertura da questão alardeada. 
Os circos midiáticos constituem o enredo central do filme Ace in the Hole, de 1951, sobre um repórter que, ao cobrir um desastre em uma mina, permite que um homem morra preso no subsolo. Ele examina cinicamente a relação entre a mídia e as notícias que veiculam. O filme foi posteriormente reeditado como The Big Carnival, com "carnaval" referindo-se àquilo que agora se chama de "circo". O filme foi baseado na vida real de Floyd Collins, que em 1925 ao ficar preso em uma caverna do Kentucky acabou por atrair tanta atenção da mídia que se tornou o terceiro maior evento midiático entre as duas guerras mundiais (os outros dois foram o voo solo de Lindbergh e o Rapto Lindbergh).

## Exemplos
Os eventos descritos como circo midiáticos incluem:

### África do Sul
- O julgamento de Oscar Pistorius pela morte de sua namorada Reeva Steenkamp (2013–14).[6][7]

### Aruba
- O desaparecimento e a morte presumida de Natalee Holloway (2005–). [8]

### Austrália
- O desaparecimento de Azaria Chamberlain, um bebê de dois meses, no interior de Austrália (1980). [9]
- O colapso da mina de Beaconsfield (2006). [10]
- A polêmica na violência contra indianos (2009). [11]
- Schapelle Corby, presa por tráfico de drogas na Indonésia (2014). [12][13]

### Brasil
- O Caso Isabella Nardoni (2008). [14]
- O Caso Eloá Cristina (2008).[15]
- Investigações com vínculo a Lava Jato.[16]

### Canadá
- Conrad Black, magnata da comunicação impressa, condenado por fraude, desfalque e destruição de empresas, preso na Flórida (2007).[17]
- A vida do prefeito de Toronto, Rob Ford, que incluiu o uso de drogas, álcool e envolvimento com o crime organizado (2013).[18][19][20]
- Paul Bernardo e Karla Homolka (assassinos em série) (1987-1996). [21]
- Omar Khadr (detido quando ainda menor de idade na Base da Baía de Guantánamo em 2001, transferido para o Canadá em 2012 e libertado em maio de 2015). [22]

### Chile
- Acidente na mina de San José, em Copiapó (2010).[23][24][25]

### Colômbia
- A morte de Luis Andrés Colmenares (2010).[26]

### Coreia do Sul
- O suicídio e funeral da estrela do K-pop e membro da banda SHINee, Kim Jong-hyun (2017).[27][28]

### Estados Unidos

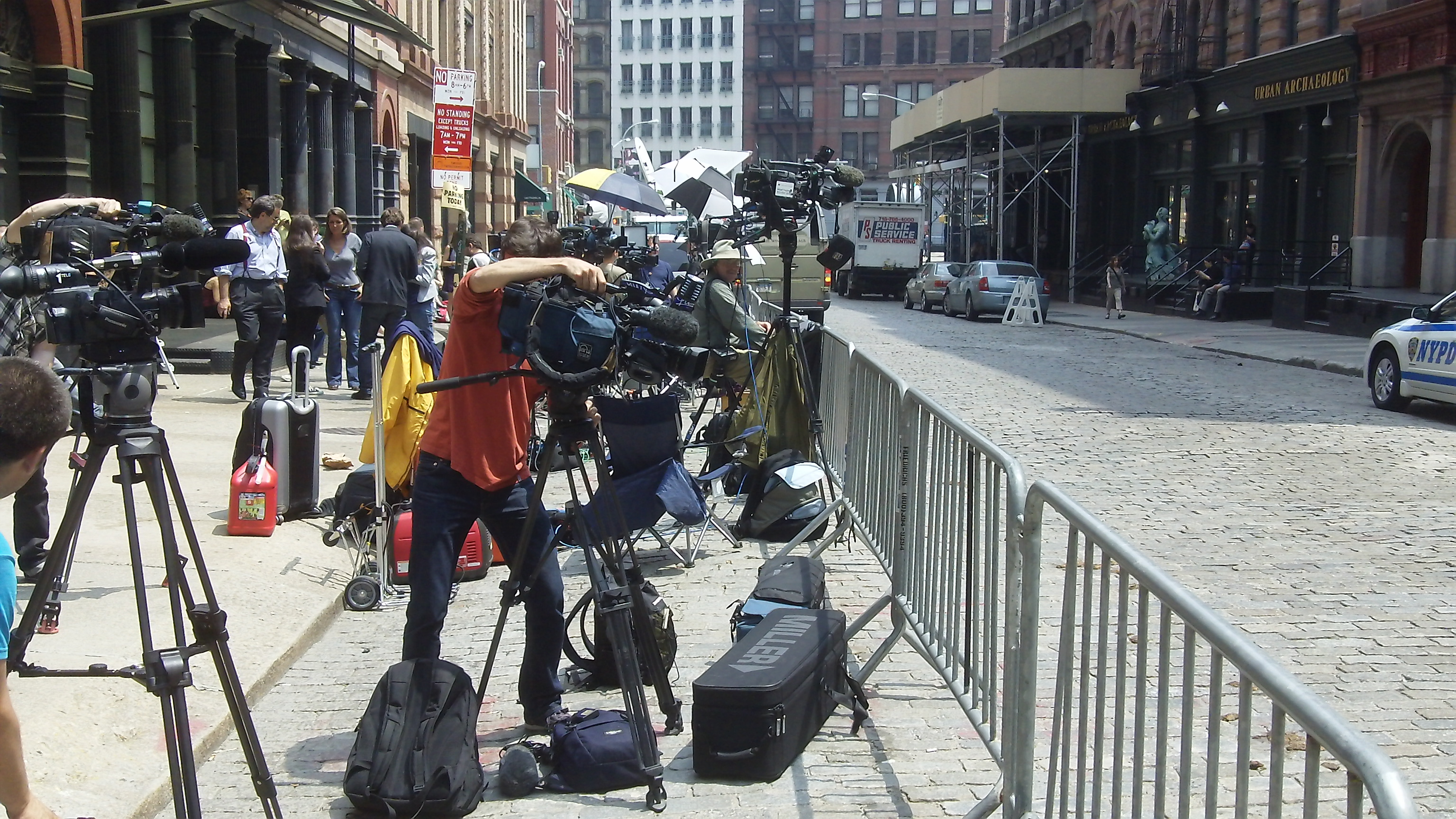
Câmeras e repórteres em frente ao apartamento de DominiqueStrauss-Kahn em 26 de maio de 2011.

- Os julgamentos de homicídio de Beulah Annan, Belva Gærtner e várias outras suspeitas em Chicago em 1924, adaptados para a franquia da peça Chicago por um repórter de jornal.[29]
- O julgamento de Sam Sheppard (1954). A Suprema Corte dos Estados Unidos considerou que "a publicidade maciça, generalizada e prejudicial" o impediu de receber um julgamento justo.[30]
- O julgamento contra o cantor Arlo Guthrie e Richard Robbins em 1965, deliberadamente se transformou em um circo midiático por parte do oficial William Obanhein para impedir que outros repetissem as ações dos dois acusados, que jogaram lixo em lugar proibido.[31]
- A cobertura da investigação e julgamento dos assassinatos de Sharon Tate em 1969 e de quatro outras pessoas pela família Manson.[32]
- David Gelman, Peter Greenberg, et al. na Newsweek em 31 de janeiro de 1977: "O fotógrafo e produtor cinematográfico do Brooklyn, Lawrence Schiller, conseguiu se tornar o único jornalista a testemunhar a execução de Gary Gilmore em Utah... No caso Gilmore, ele era como um mestre de cerimônias no que se tornou um circo midiático, com jornalistas sofisticados digladiando-se pelo que ele tinha a oferecer ".[33]
- O resgate da bebê Jessica McClure (1987).[34]
- O caso do corredora do Central Park em 1989.[35]
- O caso O.J. Simpson (1994-95).[36][37]
- A nevasca de 1996. "... essa tempestade ... tão alardeada pela mídia da mesma forma que o caso O.J. Simpson foi alardeado como o "Julgamento do Século ". [38]
- O conflito pela guarda de Elián González (2000). [39]
- O "verão do tubarão" 2001.[40][41][42]
- O julgamento de Scott Peterson (2004).[43]
- O julgamento de Martha Stewart (2004).[44]
- O desaparecimento de Stacy Peterson (2007).[45]
- O alegado " pacto de gravidez  na adolescência" ocorrido na Glocuester High School (2008).[46]
- O julgamento de Casey Anthony (2011). “Mais uma vez, foi a cobertura midiática implacável que em grande parte alimentou o fascínio pelo caso”, observou Ford.[47] [48][49][50]
- O caso Trayvon Martin (2012).[51]
- O assassinato de Travis Alexander (2013), no qual Jodi Arias foi considerada culpada de homicídio de primeiro grau.[52][53][54][55][56][57]
- As alegações de assédio sexual contra o produtor de cinema Harvey Weinstein e o subsequente efeito Weinstein (2017).[58]
- O assassinato de George Floyd e os protestos antirracistas subsequentes (2020).[59]

### Itália
- Amanda Knox (americana condenada pelo assassinato de Meredith Kercher; sua condenação foi posteriormente anulada) (2007).[60]

### Malásia
- O desaparecimento do voo 370 da Malaysia Airlines (2014). [61] [62]

### Peru
- O cerco com reféns na residência do embaixador japonês pelo grupo Tupac Amaru (1996-97).[63]
- Joran van der Sloot e a morte de Stephany Flores Ramírez (2010). [64]

### Reino Unido
- A perseguição de paparazzis que culminou na morte de Diana, Princesa de Gales (1997).[65]
- O caso Charlie Gard (2016-17).[66]
- A vida, carreira, morte e o funeral de Jade Goody (2009).[67]
- O escândalo de grampeamento de telefones da News International (2011).
- Histórias frequentemente ofuscadas sobre as Guerras Civis da Líbia/da Síria, a fome na África Oriental e a crise econômica. (2011-)[68]
- O desaparecimento de Madeleine McCann (2007-).[69]
- O caso McLibel (1997). [70]

### Romênia
- O desaparecimento e suposto assassinato de Elodia Ghinescu, especialmente na OTV, que exibiu algumas centenas de episódios sobre o assunto (2007). [71] [72] [73] [74]

### Tailândia
- O resgate da caverna de Tham Luang (2018).[75]

### Ucrânia
- O envolvimento de Mykola Melnychenko no "escândalo do cassete" (1999–2000).[76][77]